# سفارت مکزیک در مادرید
سفارت مکزیک در مادرید (به اسپانیایی: Embassy of Mexico) یک سفارت در اسپانیا است که در مادرید واقع شده‌است.